# سارية عشق آباد
سارية عشق آباد (بالتركمانية: Türkmenistanyň Baş Baýdagy ؛ بالروسية: Главный флаг Туркменистана) هي سارية علم تقع وسط مدينة عشق آباد عاصمة جمهورية تركمانستان، حاملةً علم تركمانستان. يبلغ ارتفاعها 133 مترًا، حيث كانت الأعلى في العالم وقت إنشائها عام 2008، أما الآن فتحتل المركز الخامس من حيث الارتفاع.

## التصميم
تم تصميم السارية بوسط مدينة عشق آباد، وتحديدًا في ساحة المتحف الوطني للتاريخ وعلم الإنسان، حيث تجاوز ارتفاعها أمتار قليلة عن سابقتها الموجودة في مدينة العقبة في الأردن، ولتدخل كتاب غينس للأرقام القياسية كأعلى سارية علم بالعالم لعدة أعوام. تحمل السارية علمًا بوزن 420 كغم، وبطول 52.2 مترا وعرض 35 مترا.

## وصلات خارجية
- صور لسارية عشق آباد من flickr

| السجلات                     | السجلات                                   | السجلات                                |
| --------------------------- | ----------------------------------------- | -------------------------------------- |
| سبقه · سارية العقبة، الأردن | أعلى سارية علم بالعالم حزيران 2008 - 2009 | تبعه · سارية بانمونجوم، كوريا الشمالية |